# Диво (фільм, 2017)
«Диво» (англ. Wonder) — американська сімейна драма режисера Стівена Чбоскі, заснована на однойменному романі Р. Дж. Паласіо. У головних ролях: Джейкоб Трембле, Джулія Робертс та Оуен Вілсон. Світова прем'єра фільму відбулася 16 листопада 2017 року.

## Сюжет
З одного боку хлопчик Август (Оггі) Пулман такий самий як і інші хлопці його віку — любить ходити на дні народження до друзів, грати в комп'ютерні ігри, фанатіє від фільму «Зоряні війни», грає зі своїм собакою, свариться і мириться зі старшою сестрою. А з іншого боку — він зовсім не такий як інші хлопчаки… По-перше, Август ніколи не ходив до звичайної школи — з першого класу з ним вдома займалася мама. По-друге, Август переніс 27 операцій: через дуже рідкісну генетичну хворобу в Августа майже немає обличчя. І ось такий хлопчик має піти до школи. Вперше. До звичайних дітей.

## У ролях
- Джулія Робертс — Ізабель Пулман, мати Августа й Вії. Дружина Нейта.
- Оуен Вілсон — Нейт Пулман, батько Августа і Вії. Чоловік Ізабель.
- Джейкоб Трембле — Август «Оггі» Пулман, син Ізабель і Нейта, брат Вії, який народився з рідкісною хворобою, змінивши його лице.
- Менді Патінкін — містер Тушмен.
- Кристал Лоу — мати Джуліана.
- Сонія Брага — мати Ізабель, бабуся Августа та Вії.
- Міллі Девіс — Саммер.
- Ізабела Відович — Віа Пулман, сестра Августа, донька Ізабель й Нейта.
- Даніель Роуз Рассел — Міранда, найкраща подруга Вії.
- Елі Ліберт — місс Петоза.
- Елль Маккіннон — Шарлотта.
- Брайс Гейзар — Джуліан.
- Лаура Мозгова — сестра Джуліана.
- Стів Бачич — батько Джуліана.
- Девід Діггс — містер Браун, вчитель англійської мови.
- Ноа Джуп — Джек Вілл, найкращий друг Оггі.
- Кайл Гаррісон Брейткопф — Майлз.
- Вільям Дікінсон — Едді.
- Джеймс Хьюз — Генрі.
- Ті Консільо — Амос.

## Виробництво
27 листопада 2012 року стало відомо, що Lionsgate розробляє адаптацію дебютного роману Р. Дж. Паласіо «Wonder» і веде переговори з Джоном Огастом в якості сценариста фільму. Девід Хоберман і Тодд Ліберман будуть продюсерами фільму. 8 травня 2013 року стало відомо, що Огаст вийшов з проєкту, а йому на заміну прийшов Джек Торн. 2014 року було оголошено, що директором фільму виступить Джон Крокідас, але в квітня 2015 його замінив Пол Кінг. Також до проєкту приєднався Стів Конрад.
14 квітня 2016 року Джейкоб Трембле був обраний на головну роль Оггі Пулмана, а Джулія Робертс вела переговори, щоб зіграти мати Оггі. 5 травня 2016 було офіційно оголошено, що Робертс зіграє роль матері, а Стівен Чбоскі був обраний на роль режисера. 27 червня до акторського складу приєднався Оуен Вілсон, який зіграє роль батька Оггі. 11 липня Ноа Джуп був обраний на роль кращого друга Оггі. 15 липня Девід Діггс був обраний на роль містера Брауна, вчителя англійської мови в школі. 19 серпня стало відомо, що Сонія Брага зіграє роль матері персонажа Робертс.

## Українське закадрове озвучення
Існує багатоголосий варіант озвучення який виконано «BaibaKoTV» на замовлення Hurtom.com.

## Реліз
«Диво» було заплановано випустити в США 7 квітня 2017 року, компанією Lionsgate. 13 лютого 2017 року було оголошено, що дата випуску Wonder була відсунута до 17 листопада 2017 року. Світова прем'єра відбулася в Regency Village Theater у Лос-Анджелесі 14 листопада 2017 року.

### Касові збори
Фільм зібрав 132,4 мільйона доларів у США та Канаді та 166,3 мільйонів доларів в світі. Загалом 298,7 мільйонів доларів проти бюджету 20 мільйонів доларів.
У Сполучених Штатах та Канаді, фільм вийшов разом з Лігою Справедливості та Зіркою, і спочатку передбачалося, що збори становитимуть близько 9 мільйонів доларів з 3096 кінотеатрів у вихідні. Проте Фільм пішов на дебют до $ 27,1 мільйона, фінішувавши другим за Лігою Справедливості. На другий вікенд фільм понизив збори лише на 17,7 %, зібравши 22,7 млн доларів і завершивши на третьому місці у касі.

### Критика
Фільм отримав позитивні відгуки кінокритиків. На сайті Rotten Tomatoes фільм має рейтинг 85 % на основі 159 рецензій із середнім балом 7 з 10. На сайті Metacritic фільм має оцінку 66 з 100 на основі 33 рецензій критиків, що відповідає статусу «в цілому схвальні відгуки». На сайті CinemaScore глядачі дали фільму оцінку A+, за шкалою від A+ до F.

### Нагороди
| Нагороди і номінації                              | Нагороди і номінації | Нагороди і номінації                            | Нагороди і номінації                           | Нагороди і номінації | Нагороди і номінації |
| Нагорода                                          | Рік                  | Категорія                                       | Номінант                                       | Результат            | Прим.                |
| ------------------------------------------------- | -------------------- | ----------------------------------------------- | ---------------------------------------------- | -------------------- | -------------------- |
| AARP's Movies for Grownups Awards                 | 2018                 | Найкращий фільм поколінь                        | «Диво»                                         | Номінація            |                      |
| AARP's Movies for Grownups Awards                 | 2018                 | Опитування читачів                              | «Диво»                                         | Номінація            |                      |
| Оскар                                             | 2018                 | Найкращий грим і зачіски                        | Ар'єн Туйтен                                   | Номінація            |                      |
| BAFTA                                             | 2018                 | Найкращий грим і зачіски                        | Наомі Бакстад, Роберт Пандіні й Ар'єн Туйтен   | Номінація            |                      |
| Американське товариство фахівців з кастингу       | 2018                 | Великий бюджет — комедія                        | Дебора Акіла, Кара Ейде, Трішіа Вуд і Кріс Воз | Номінація            |                      |
| Critics' Choice Movie Awards                      | 2018                 | Найкращий молодий актор / актриса               | Джейкоб Трембле                                | Номінація            |                      |
| Critics' Choice Movie Awards                      | 2018                 | Найкращий адаптований сценарій                  | Джек Торн, Стів Конрад і Стівен Чбоскі         | Номінація            |                      |
| Critics' Choice Movie Awards                      | 2018                 | Найкращий грим і зачіски                        | «Диво»                                         | Номінація            |                      |
| Heartland Film Festival                           | 2017                 | Truly Moving Picture Award                      | Стівен Чбоскі                                  | Перемога             |                      |
| Премія Лондонського гуртка кінокритиків           | 2018                 | Молодий британський / ірландський актор року    | Ноа Джуп                                       | Номінація            |                      |
| Make-Up Artists and Hair Stylists Guild           | 2018                 | Художній фільм: Найкращий сучасний макіяж       | Наомі Бакстад, Джин Блек і Меган Харкнесс      | Номінація            |                      |
| Make-Up Artists and Hair Stylists Guild           | 2018                 | Художній фільм: Найкраща сучасна зачіска        | Роберт Пандіні і Аліса Макмілліан              | Номінація            |                      |
| Make-Up Artists and Hair Stylists Guild           | 2018                 | Художній фільм: Найкращі спецефекти для макіяжу | Майкл Нікіфорік і Ар'єн Туйтен                 | Номінація            |                      |
| Кінокрити Сіетлу                                  | 2017                 | Найкращий молодий прорив                        | Джейкоб Трембле                                | Номінація            |                      |
| Асоціація кінокритиків Вашингтону, округ Колумбія | 2017                 | Найкращий молодий прорив                        | Джейкоб Трембле                                | Номінація            |                      |
| Women Film Critics Circle                         | 2017                 | Найкращий сімейний фільм                        | «Диво»                                         | Номінація            |                      |